# HSP Hoesch Spundwand und Profil
Die HSP Hoesch Spundwand und Profil GmbH war ein Unternehmen der Stahlindustrie und Hersteller von Spundwänden und Profilen in Dortmund.
Das Unternehmen gehörte ursprünglich zur Dortmunder Union. Seit 1902 wurde hier die U-förmige Larssen-Stahlspundbohle gefertigt, die besonders im Kanal- und Hafenbau verwendet wird. Das ehemalige Werksgelände liegt westlich der Dortmunder Innenstadt an der Rheinischen Straße.
Nach der Übernahme von Hoesch durch Krupp gliederte die Krupp-Hoesch Stahl AG den Bereich „Spundwände und Profile“ in ein eigenes Unternehmen aus. Diese blieb danach 100%ige Tochter der Thyssen Krupp Stahl AG. Im Jahre 2000 verkaufte Thyssenkrupp es schließlich an die Salzgitter AG weiter.
Die Arbeiterschaft von HSP Hoesch Spundwand und Profil galt als gut organisiert und streikbereit. So wurde 1999 ein großer Streik abgehalten, nachdem Thyssenkrupp das Werk schließen wollte. Erst nach dem Verkauf an Salzgitter und der Sicherung des Standortes wurde der Streik beendet.
Die Salzgitter AG stellte Ende 2015 den Geschäftsbetrieb von HSP schließlich ein, zu dieser Zeit wurden die letzten Bohlen gefertigt. Begründet wurde dies u. a. mit der rückläufigen Nachfrage nach Spundwänden und Profilen.